# Le Frêche
Le Frêche ist eine französische Gemeinde mit 388 Einwohnern (Stand 1. Januar 2022) im Département Landes in der Region Nouvelle-Aquitaine (vor 2016: Aquitanien). Die Gemeinde gehört zum Arrondissement Mont-de-Marsan und zum Kanton Adour Armagnac (bis 2015: Kanton Villeneuve-de-Marsan).
Der Name in der gascognischen Sprache lautet Frèishe. Er leitet sich vom gascognischen Wort hreishèda (deutsch Eschenwald) ab.
Die Einwohner werden Fréchois und Fréchoises genannt.

## Geographie
Le Frêche liegt ca. 25 km östlich von Mont-de-Marsan in der historischen Provinz Armagnac (Region) in der historischen Provinz Gascogne an der östlichen Grenze zum benachbarten Département Gers.
Umgeben wird Le Frêche von den Nachbargemeinden:
| Lacquy               | Saint-Justin                                |                      |
| Villeneuve-de-Marsan | Kompassrose, die auf Nachbargemeinden zeigt | Labastide-d’Armagnac |
|                      | Arthez-d’Armagnac                           | Lannemaignan (Gers)  |

Le Frêche liegt im Einzugsgebiet des Flusses Adour.
Die Midouze, ein Nebenfluss des Adour, bewässert das Gebiet der Gemeinde ebenso wie ihre Zuflüsse,
- der Ruisseau de Houeillède und
- der Ruisseau du Frêche mit seinen Nebenflüssen,
  - dem Ruisseau de Lacquy und
  - dem Ruisseau de la Houn Grane mit seinem Nebenfluss,
    - dem Ruisseau de Blazion.[3]

## Geschichte
Während der Neuordnung der Territorien während der Französischen Revolution besaß die neue Gemeinde den Namen Freche. Zwischen 1790 und 1794 wurde die Gemeinde Goussiés an die Gemeinde Freche angegliedert. 1801 erhielt die Gemeinde den Namen Le Frèche, ab 1962 den heutigen Namen Le Frêche.
Le Frêche besaß einen Haltepunkt an der Eisenbahnlinie der Compagnie des chemins de fer du Midi, die Mont-de-Marsan mit Nérac im Département  Lot-et-Garonne verband. Das letzte Teilstück von Mézin nach Mont-de-Marsan wurde am 12. Dezember 1897 eröffnet. Aufgrund fehlender Wirtschaftlichkeit wurde 1938 der Personenverkehr auf der nicht elektrifizierten, einspurigen Strecke eingestellt, im Jahre 1969 schließlich auch der Güterverkehr.

### Einwohnerentwicklung
Nach einem Höchststand der Einwohnerzahl von rund 1065 in der Mitte des 19. Jahrhunderts reduzierte sich die Zahl bei mehreren kurzen Erholungsphasen und stabilisiert sich seit den 1990er Jahren auf einem Niveau von rund 390 Einwohnern.
| Jahr      | 1962 | 1968 | 1975 | 1982 | 1990 | 1999 | 2006 | 2010 | 2022 |
| --------- | ---- | ---- | ---- | ---- | ---- | ---- | ---- | ---- | ---- |
| Einwohner | 550  | 529  | 472  | 438  | 392  | 386  | 392  | 392  | 388  |

## Gemeindepartnerschaft
Le Frêche nahm im Zweiten Weltkrieg zwischenzeitlich Einwohner aus Helfrantzkirch auf. Aus diesem Grund unterhält die Gemeinde seit 1982 eine Partnerschaft mit Helfrantzkirch im Département Haut-Rhin in der Region Grand Est.

## Sehenswürdigkeiten

### Kirche Saint-Pierre
An ihrer südlichen Wand sind Wohnhäuser angebaut. Im Westen erhebt sich ein viereckiger Glockenturm über der Vorhalle, der mit einem mit Schiefer gedeckten Helm ausgestattet ist. Er besitzt rundbogenförmige Arkaden und Fensteröffnungen, die von einem mit Konsolen getragenen Fries überragt werden.

### Kirche von Saint-Vidou
Ihr Langhaus besitzt rundbogenförmige Fenster und einen Eingang an der Südseite. Es wird durch einen halbkreisförmigen Chor verlängert, der von halbkreisförmigen Seitenkapellen gesäumt wird. Rundbogenförmige Fenster in der Apsis lassen Licht in den Chor und alternieren außen mit abgeschrägten Strebepfeilern. Im Westen erhebt sich ein viereckiger Glockenturm aus dem Gebäude über der Vorhalle, der mit einem mit Schiefer gedeckten Helm ausgestattet ist. Zwei Wohngebäude mit rechteckigem Grundriss sind vor diesem Glockenturm angebaut.

### Festes Haus von Tampouy
Am 17. Februar 1343 erhielt Guilhem Arnaud de Labarthe, Seigneur von Gardères und Tampouy von Aliénor de Comminges, Vicomtesse von Béarn und Marsan, die Erlaubnis, ein Festes Haus auf einer Anhöhe über dem rechten Ufer der Midouze zu errichten. In der zweiten Hälfte des 15. Jahrhunderts oder in der ersten Hälfte des 16. Jahrhunderts wurde es in ein komfortableres Wohnhaus umgebaut. Es wurden vor allem auf der Nordseite Fensteröffnungen geschaffen und ein Treppenturm errichtet. Am Ende des 17. oder zu Beginn des 18. Jahrhunderts wurde ein Flügel zu einer L-förmigen Anordnung südlich angefügt. Am Ende des 19. oder zu Beginn des 20. Jahrhunderts wurde mindestens ein Stockwerk abgetragen. Gegen 1995 wurde das Gebäude vollständig renoviert. Der erste, nördliche Gebäudeteil ist aus Ziegelsteinen errichtet worden. der später hinzugekommene südliche Flügel aus Bruchstein aus Kalkstein. Beide Flügel besitzen lang gezogene Dächer, die mit Hohlziegeln gedeckt sind. In der Nähe befindet sich ein Schafstall aus dem 18. Jahrhundert, der ein schönes Beispiel ländlicher Architektur repräsentiert. Das Feste Haus und der Schafstall sind seit dem 3. Juli 2009 als Monument historique eingeschrieben.

## Wirtschaft und Infrastruktur

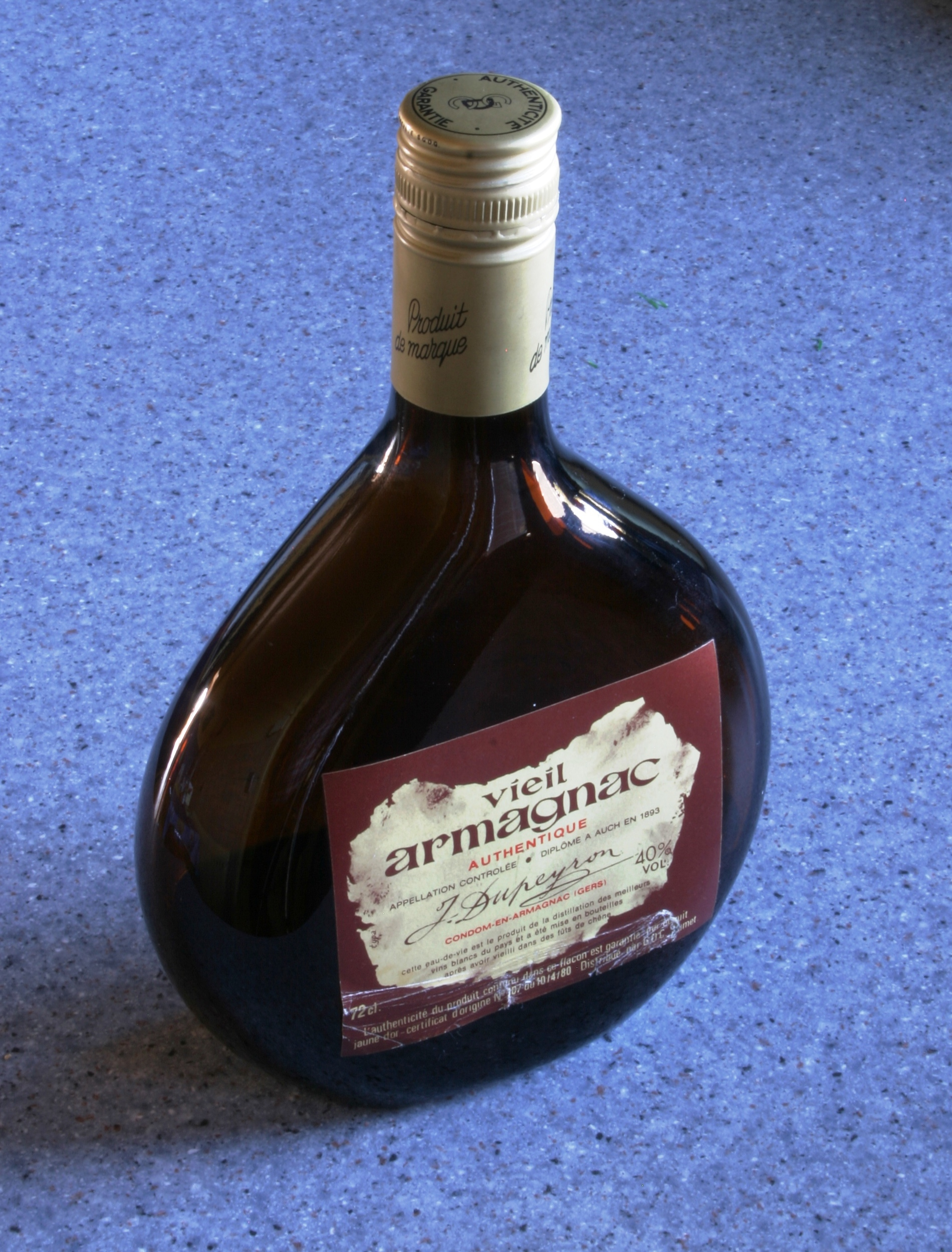
Flasche mit Armagnac

Le Frêche liegt in den Zonen AOC des Armagnac (Armagnac-Ténarèze, Bas Armagnac und Haut Armagnac), des Blanche-Armagnacs, und des Floc de Gascogne, eines Likörweins.

### Bildung
Die Gemeinde verfügt über eine öffentliche Grundschule mit 40 Schülerinnen und Schülern im Schuljahr 2017/2018.

### Sport und Freizeit
Der grüne Weg (Voie verte du Marsan et de l’Armagnac) von Mont-de-Marsan bis Gabarret führt auch durch das Gemeindegebiet von Le Frêche. Die ehemalige Trasse einer Eisenbahnlinie ist ein idealer Parcours für Fußgänger, Radfahrer und Reiter.

### Verkehr
Le Frêche ist erreichbar über die Routes départementales 11 und 354.